# Erytus aequalis
Erytus aequalis är en skalbaggsart som beskrevs av Schmidt 1907. Erytus aequalis ingår i släktet Erytus och familjen Aphodiidae. Inga underarter finns listade i Catalogue of Life.